# Megasema colorado
Megasema colorado là một loài bướm đêm trong họ Noctuidae.